# Tommy Wirtanen
Tommy "Wirre" Wirtanen, född 19 januari 1983 i Mariehamn, Åland, är en finländsk före detta fotbollsspelare som representerade IFK Mariehamn i Veikkausliiga. Känd för sin snabbhet och löpstyrka, Wirtanen spela i första hand som yttermittfältare, men även som anfallare.
Mellan åren 2000 och 2008 spelade Wirtanen 180 matcher för IFK Mariehamn, som även är hans moderklubb. Den 19 december 2008 blev Wirtanen klar för allsvenska Örebro. Flytten till Sverige var Wirtanens första klubbyte i karriären. Sommaren 2012 flyttade han tillbaka till sin finska moderklubb IFK Mariehamn.